# M.I.L.F. $
Pour les articles homonymes, voir MILF.
Singles de Fergie
L.A. Love (La La)
(2014) Life Goes On
(2016)
M.I.L.F. $ (prononcé « M.I.L.F. Money ») est une chanson de l’auteure-compositrice-interprète américaine Fergie. Écrite par Fergie, Jocelyn Donald, Jonathan Solone Myvett et Jamal Jones, qui l’a également produite en collaboration avec AnonXmous, elle sort le 1er juillet 2016 au format numérique sous les labels Interscope et will.i.am, en tant que single « conducteur » issu de son deuxième album studio, intitulé Double Dutchess (2017).

## Composition
M.I.L.F. $ est une chanson de genre EDM et trap d’une durée de deux minutes et quarante-deux secondes. Elle est écrite par Fergie, Jocelyn Donald, Jonathan Solone Myvett et Jamal Jones, qui assure également sa production en compagnie d’AnonXmous. Fergie déclare avoir été profondément inspirée par la naissance de son premier enfant, Axl, pour composer le morceau.

## Formats et éditions
| - Téléchargement mondial numérique 1. M.I.L.F. $ – 2:42 | - Maxi mondial de remixes 1. M.I.L.F. $ (Dave Audé Remix) – 3:26 2. M.I.L.F. $ (Polow da Don Remix) – 2:53 3. M.I.L.F. $ (Slushii Remix) – 3:23 4. M.I.L.F. $ (Nick Talos Remix) – 2:39 5. M.I.L.F. $ (Suspect 44 Remix) – 3:44 6. M.I.L.F. $ (Jodie Harsh Remix) – 3:07 |

## Classements

### Classement par pays
| Classement (2016)                                | Meilleure position |
| ------------------------------------------------ | ------------------ |
| Allemagne (Media Control AG)                     | 89                 |
| Australie (ARIA)                                 | 26                 |
| Canada (Hot 100)                                 | 28                 |
| Écosse (OCC)                                     | 28                 |
| États-Unis (Hot 100)                             | 34                 |
| États-Unis (Rap Songs)                           | 7                  |
| France (SNEP)                                    | 89                 |
| Hongrie (Rádiós Top 40)                          | 22                 |
| Irlande (IRMA)                                   | 78                 |
| Nouvelle-Zélande Heatseekers (Recorded Music NZ) | 1                  |
| Portugal (AFP)                                   | 95                 |
| Royaume-Uni (UK Singles Chart)                   | 56                 |

## Clip
Le clip est réalisé par Colin Tilley (en).
Distribution :
- Alessandra Ambrosio
- Devon Aoki
- Ciara
- Isabeli Fontana
- Jordan Barrett
- Kim Kardashian
- Jon Kortajarena
- Angela Lindvall
- Tara Lynn
- Natasha Poly
- Luna Stephens
- Chrissy Teigen
- Amber Valletta
- Gemma Ward